# Jaider – der einsame Jäger
Jaider – der einsame Jäger ist ein 1970 entstandener, deutscher Spielfilm von Volker Vogeler. Die Titelrolle des alpinen Rebellen wider die Obrigkeit spielt Gottfried John.

## Handlung
Deutsch-Französischer Krieg 1870/71. Der Jäger Jaider kehrt aus dem Feld in seine bayerische Heimat zurück. Dort findet er wie so viele Männer seiner Generation keine Arbeit und wird daher, aus der Not geboren, zum Wilderer, um das eigene Überleben zu sichern. Seine streng verbotene Tätigkeit ist derart erfolgreich, dass er bald eine eigene, fünfköpfige Bande anführt, die von bayerischen Soldaten und staatlich sanktionierten Jägern erbarmungslos verfolgt wird. Die Hatz auf Jaider und seine Leute nimmt bald fanatische Züge an. Vor allem der Jäger Baptist Meyer entwickelt sich zu seiner persönlichen Nemesis. Dieser versucht mehrfach Jaider Fallen zu stellen. Als dessen Lebensgefährtin Agnes und auch noch sein Bruder bei diesen Aktionen ihr Leben verlieren, schlägt Jaider gnadenlos zurück. Er begibt sich mit seinem (damals sehr) modernen Repetiergewehr, einem Geschenk seiner Mitstreiter, in dasjenige Dorf, in dem Meyer und seine Mannen bereits auf den Rebellen und Wilderer warten. In einem Showdown, der allerdings weniger melodramatisch als der in entsprechenden Western US-amerikanischer oder italienischer Prägung ausfällt, kann Jaider schließlich seinen Kontrahenten Meyer bezwingen.

## Produktionsnotizen und Wissenswertes
Jaider – der einsame Jäger wurde in Nordjugoslawien (heutiges Slowenien) gedreht und markierte den Durchbruch von Hauptdarsteller Gottfried John, der daraufhin in Inszenierungen Fassbinders Karriere machte. Der Film wurde erstmals einem Publikum am 28. Juni 1971 während der Internationalen Filmfestspiele in Berlin vorgestellt. Massenstart war am 9. Juli 1971. Im November des darauf folgenden Jahres lief der Film erstmals im deutschen Fernsehen.
„Jaider“ ist der alt-bayerische Ausdruck für „Jäger“. Die Geschichte orientiert sich an dem Leben des legendären Wilderers Georg Jennerwein, der in den 1870er Jahren unerlaubt in den Wäldern rund um den Schliersee jagte.
Der Film kann seine Anleihen beim Italowestern der ausgehenden 1960er Jahre nicht verleugnen; so erinnern beispielsweise Jaiders langer Mantel, dessen Träger sich wie manche seiner italienischen Vorbilder (z. B. „Django“) als wortkarger „lone guy“, als „einsamer Rächer“ inszeniert, oder auch sein Repetiergewehr, eine Winchester, an entsprechende Charaktere in Genreinszenierungen Sergio Corbuccis oder Sergio Leones.

## Kritiken
„Jaider ist dank Vogelers karger, konzentrierter und attitüdenloser Regie ein brillantes Stück Kino, das heißt, er weist nicht über sich hinaus. Er zerstört keine Mythen, sondern adaptiert die Topologie des Italo-Western für bayerische Verhältnisse. Bezeichnend, daß Vogeler nicht wie Schlöndorff und Hauff die dialektische Möglichkeit der Sprache als Mundart und Amtsdeutsch benutzt, sondern seine Schauspieler im Hochdeutsch sprechen läßt. Hier hat sich der neue deutsche Heimatfilm weg von der politischen Parabel, weg auch von der Kritik dieses Genres und dessen Weltbild zu einer genießbaren Neufassung und Weiterentwicklung emanzipiert. Vogeler hat den Heimatfilm nicht auf den Kopf gestellt, wie er sagt, sondern ihn erst richtig auf die Beine gebracht.“

„Der erste Kinofilm des 40jährigen Fernsehregisseurs Volker Vogeler läßt einen bayerischen Django mit langem Mantel und der Winchester im Anschlag gegen das soziale Unrecht kämpfen. Er ist wie bei Corbucci der einsame Westerner, der sich durch seine Tat ins Unrecht setzt. Vogelers Western ist keine Kopie des amerikanischen Mythos, sondern der Versuch, das Genre auf unsere Verhältnisse umzudeuten. Jaider ist effektvolles Kino.“

„Die Geschichte eines bayrischen Wilddiebs um 1875, der gegen die feudale Obrigkeit rebelliert und nach dem gewaltsamen Tod seiner Frau und seines Bruders einen brutalen Rachefeldzug unternimmt. Erster langer Kinofilm von Volker Vogeler und Teil einer Serie von kritischen Heimatfilmen im deutschen Kino jener Jahre (,Der plötzliche Reichtum der armen Leute von Kombach‘ von Schlöndorff, ,Mathias Kneißl‘ von Hauff, ,Ich liebe dich, ich töte dich‘ von Brandner) – hier allerdings als abenteuerlicher Alpenwestern. Die effektvolle, aber allzu spektakuläre Inszenierungsweise drängt die sozialkritischen Momente in den Hintergrund.“